# Barbus stauchi
Barbus stauchi és una espècie de peix cipriniforme de la família dels ciprínids.

## Morfologia
Els mascles poden assolir els 8,5 cm de longitud total.

## Distribució geogràfica
Es troba al riu Loeme (Àfrica).